# Oleg Jankovskij
Oleg Ivanovič Jankovskij (Оле́г Ива́нович Янко́вский, 23. února 1944 Žezkazgan – 20. května 2009 Moskva) byl ruský herec a režisér.
Pocházel ze šlechtické rodiny, která byla po bolševickém převratu vysídlena do Kazachstánu. Teprve v roce 1951 jim bylo dovoleno usadit se v Saratově, kde Oleg vystudoval divadelní školu a hrál v místním divadle. V roce 1973 získal angažmá v moskevském divadle Lenkom. Díky svému psychologicky preciznímu herectví byl obsazován především do rolí intelektuálů a aristokratů.
Na plátně debutoval v roce 1968 válečným filmem Sloužili dva kamarádi. Proslavila ho spolupráce s Andrejem Tarkovským na filmech Zrcadlo a Nostalgie, výrazné role ztvárnil také ve snímcích Drama na lovu, To je ten baron Prášil, Lety ve snu a ve skutečnosti, Zabít draka nebo Osudová vejce, jeho poslední rolí byl metropolita Filip II. ve filmu Pavla Lungina Ivan Hrozný.
V roce 2000 spolu s Michailem Agranovičem režíroval celovečerní hraný film Přijď se na mě podívat podle hry Naděždy Ptuškinové.
V roce 1987 mu byla udělena Státní cena SSSR, v roce 1991 získal titul národní umělec SSSR a cenu Nika, v roce 1995 Řád Za zásluhy o vlast. Posmrtně mu byla udělena Cena Konstantina Stanislavského. V Saratově se od roku 2011 pořádá Divadelní festival Olega Jankovského.
Herci jsou také jeho syn Filipp Jankovskij a vnuk Ivan Jankovskij.